# Ruotsinpyhtää
Ruotsinpyhtää este o fostă comună din Finlanda.